# Chiesa di San Leonardo (Castel del Piano)
La chiesa di San Leonardo si trova a Castel del Piano, in provincia di Grosseto.
È ricordata nel 1188 e nel 1198 come possedimento dell'abbazia di San Salvatore.
Nonostante le numerose trasformazioni, come il campanile (1520) ed il portale, il rosone di facciata e le finestre laterali (rifacimenti in stile neogotico del 1915), le pareti esterne conservano ancora la muratura a filaretto medievale.
All'interno, con tre navate coperte a capriate, si trovano due tele seicentesche (Natività di Giovanni Battista e San Girolamo) e alcuni frammenti di affreschi martellinati vicini ai modi del senese Andrea di Niccolò, raffiguranti Sant'Antonio da Padova, san Cristoforo e un angelo annunciante.